# Sinagoga Coral de Kaunas
La Sinagoga Coral de Kaunas  (en lituano: Kauno choralinė sinagoga) es una de las dos sinagogas corales operativas en Lituania. Se encuentra en la ciudad de Kaunas. La sinagoga neobarroca, fue construida en 1872. Para 1902, antes del Holocausto en Lituania, la ciudad tenía unas 25 sinagogas y casas de oración.
Esta sinagoga diseñada radicalmente, tiene uno de los más bellos altares en todo el mundo judío. Un monumento a los aproximadamente 50.000 niños judíos lituanos asesinados durante el Holocausto se puede encontrar en la parte trasera del edificio, con 37 tablas de piedra que muestran los pueblos y ciudades que perdieron personas y cuantas de ellas murieron en cada localidad.

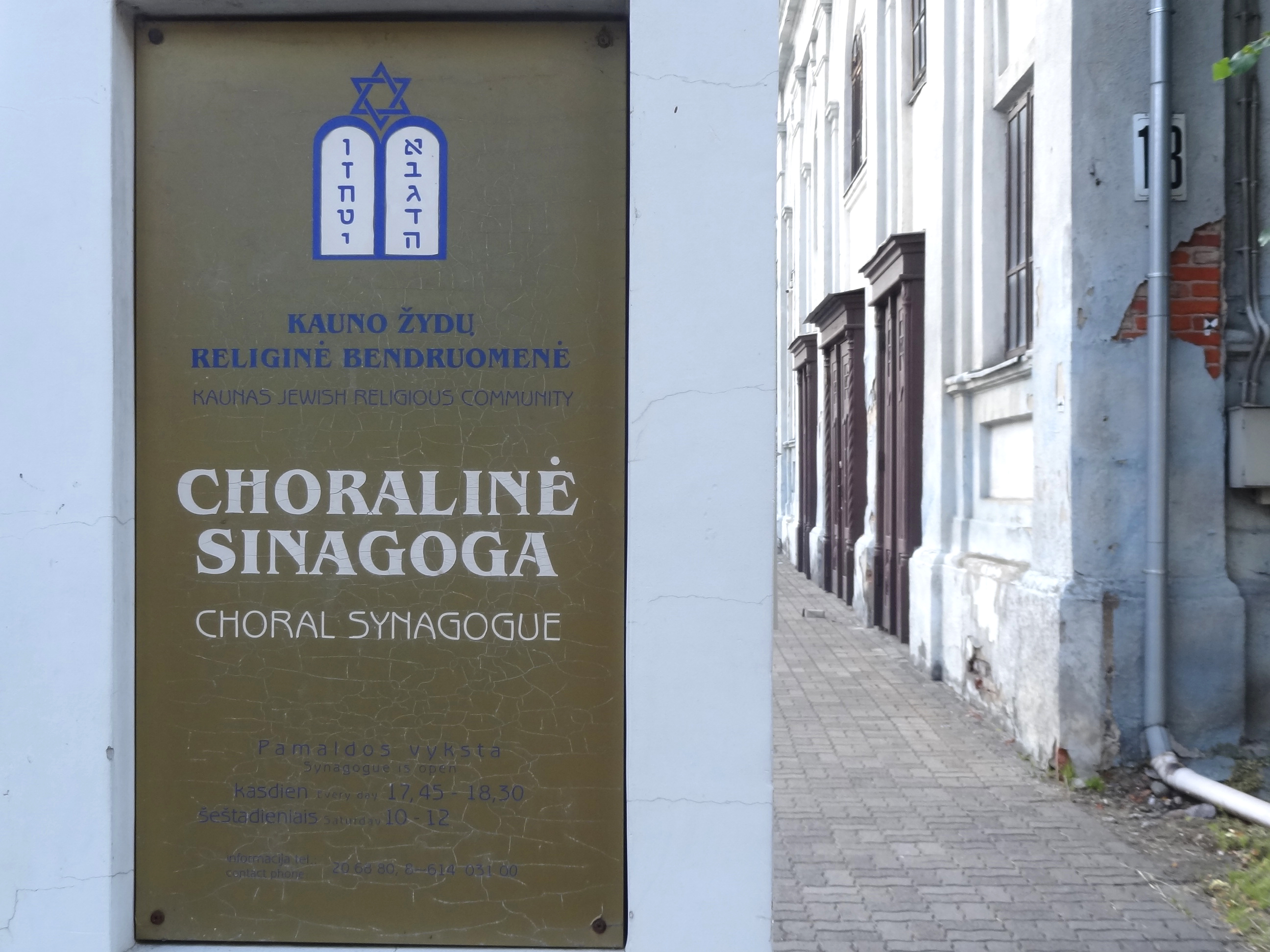
Entrada
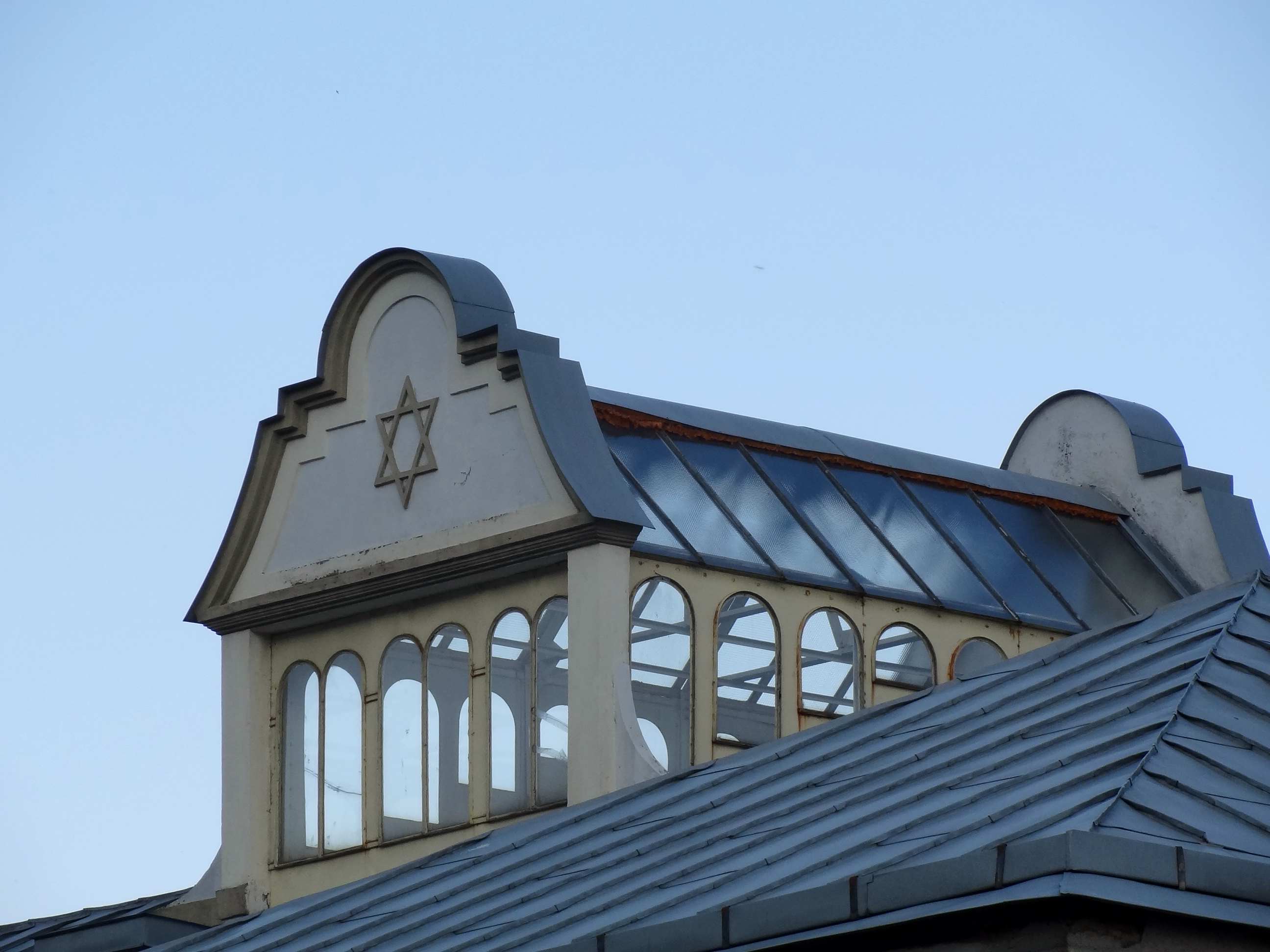
En el techo
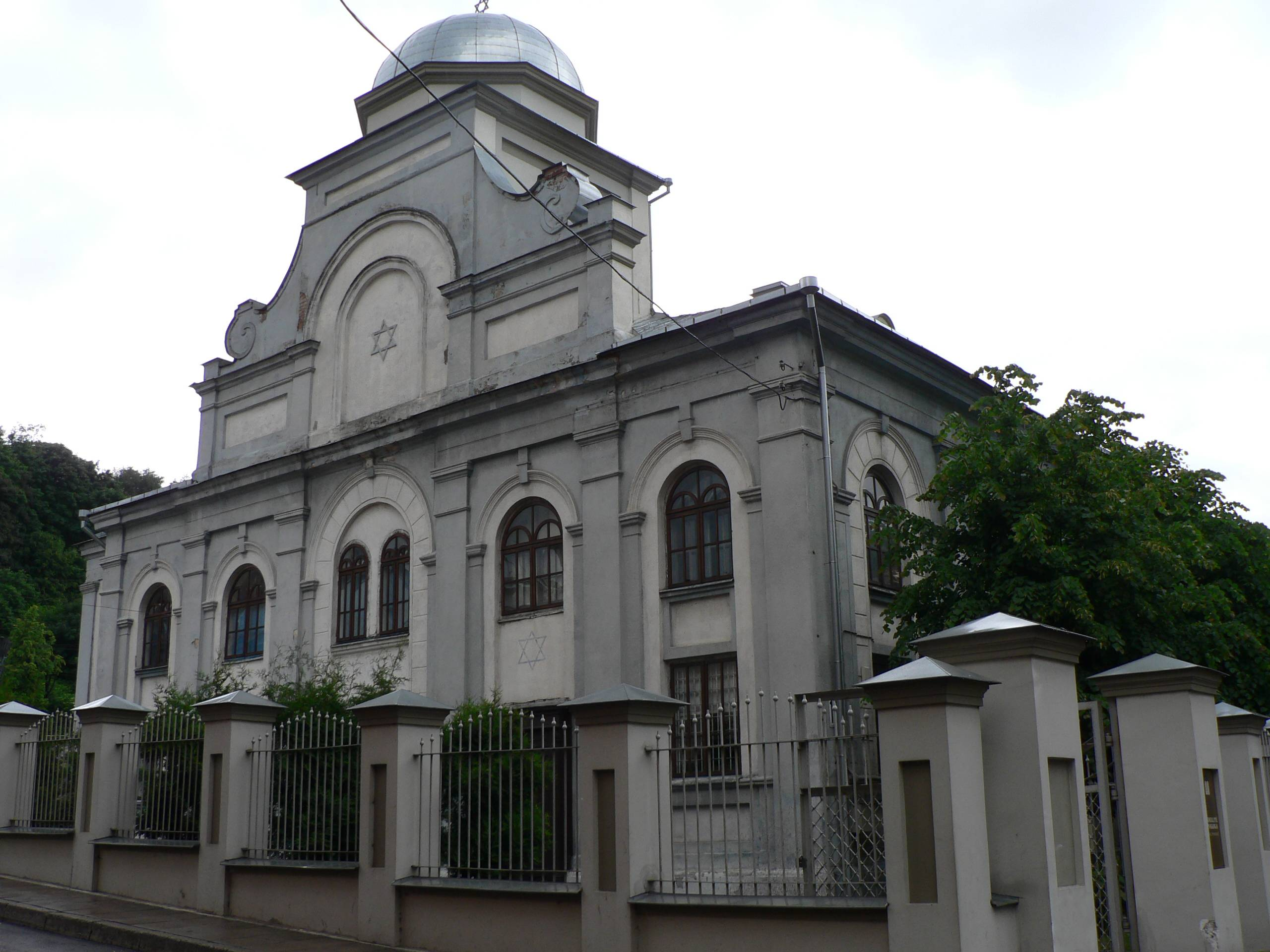
Vista de la sinagoga
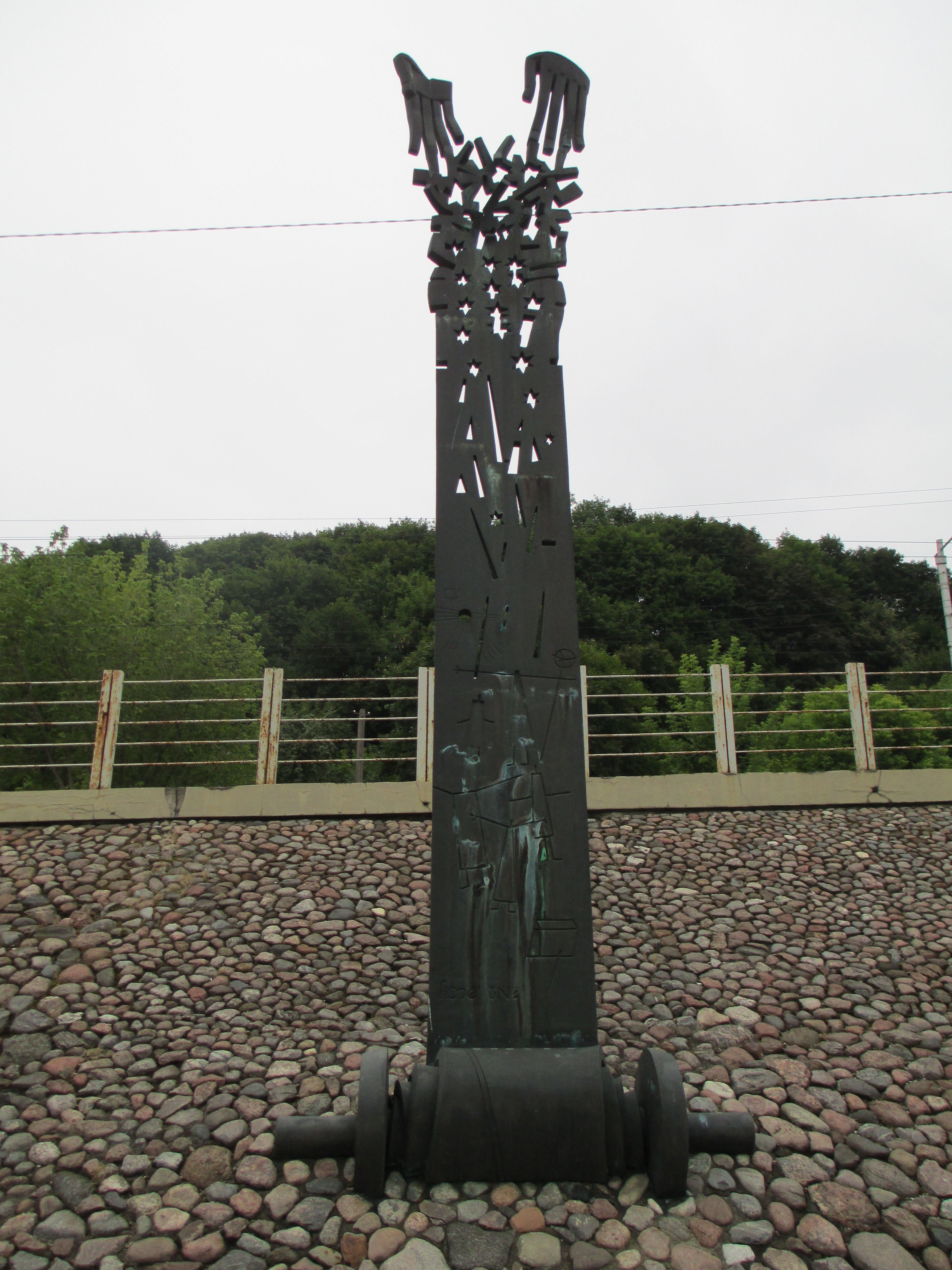
Monumento a las víctimas del Holocausto
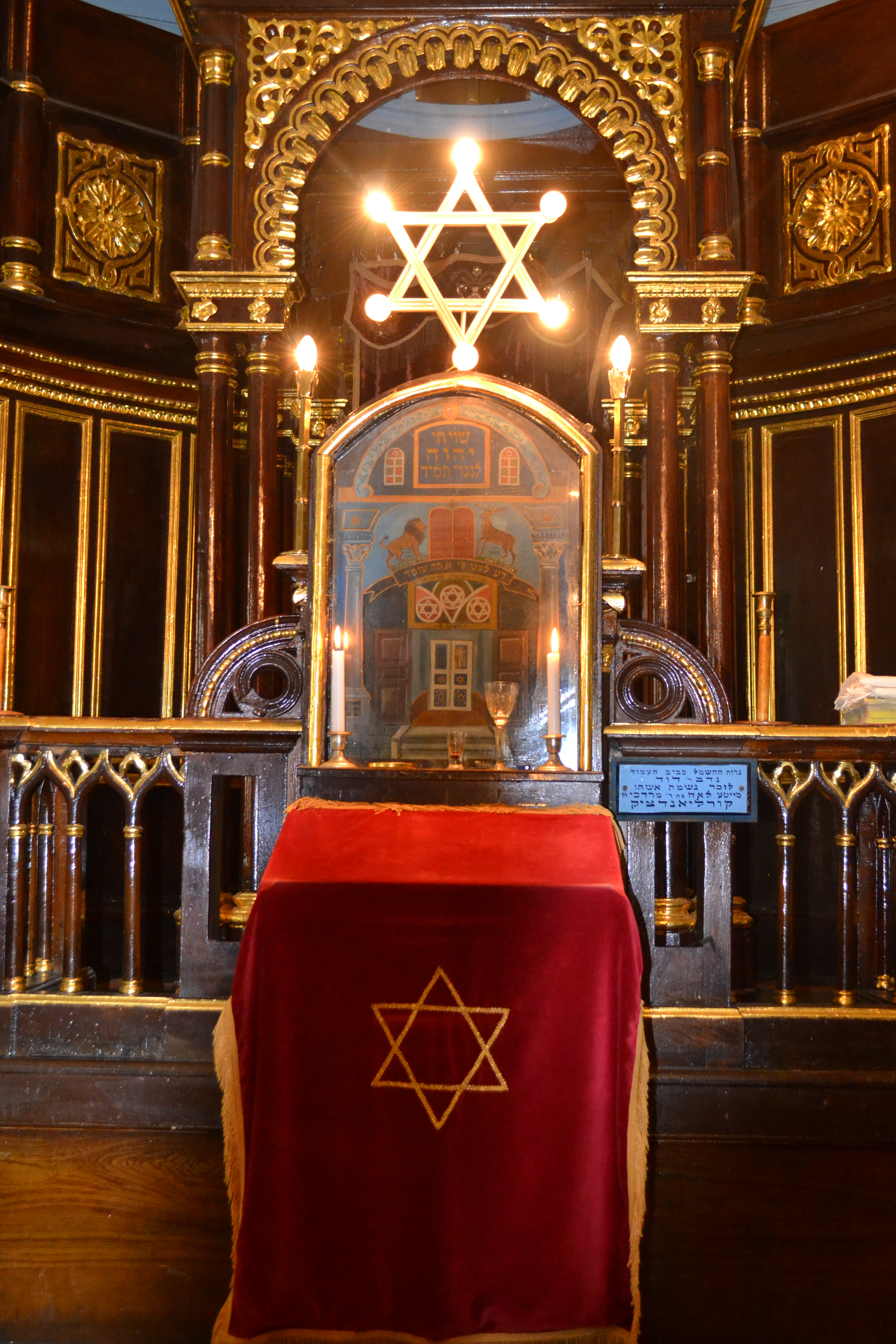
Hejal y atril
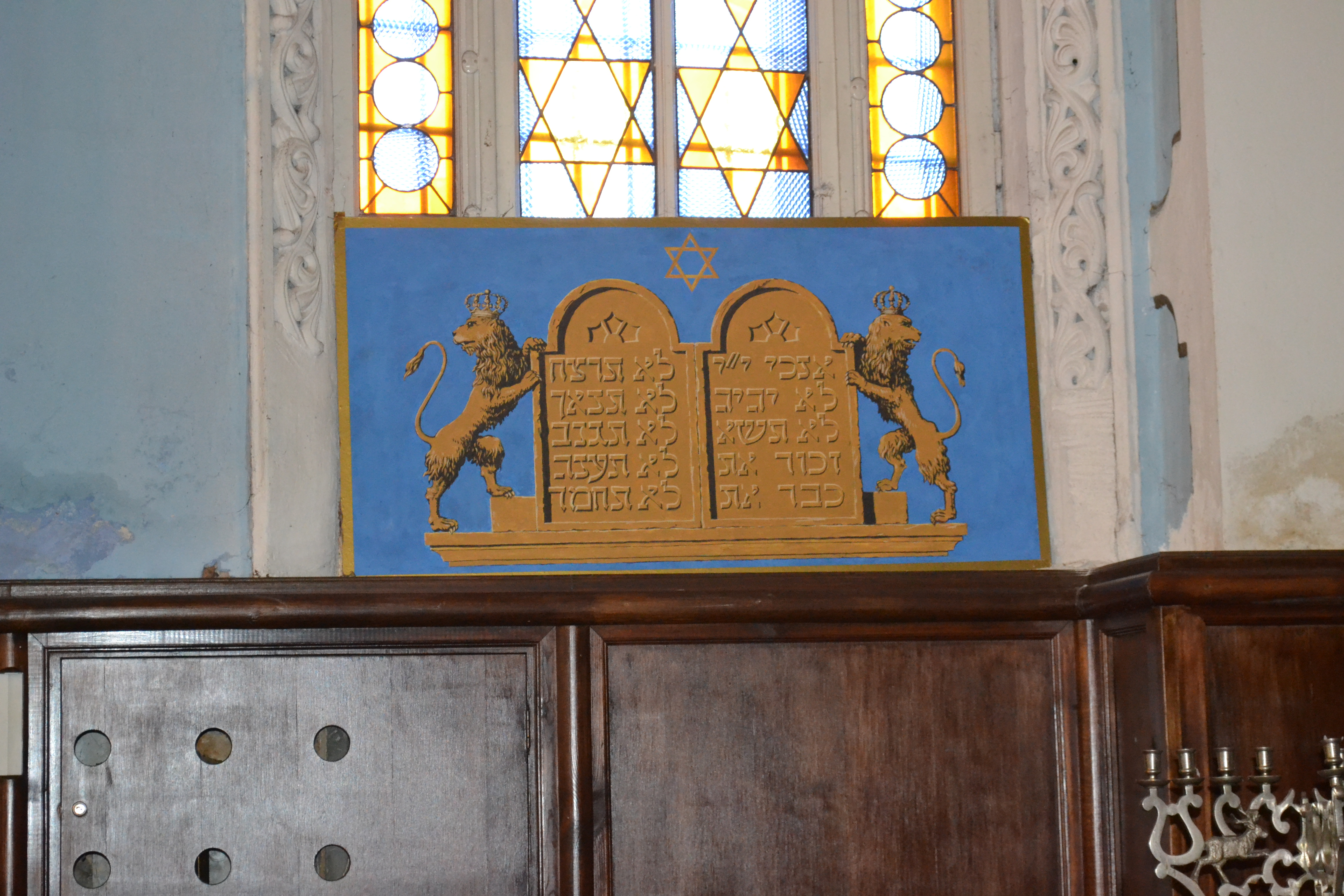
Diez Mandamientos
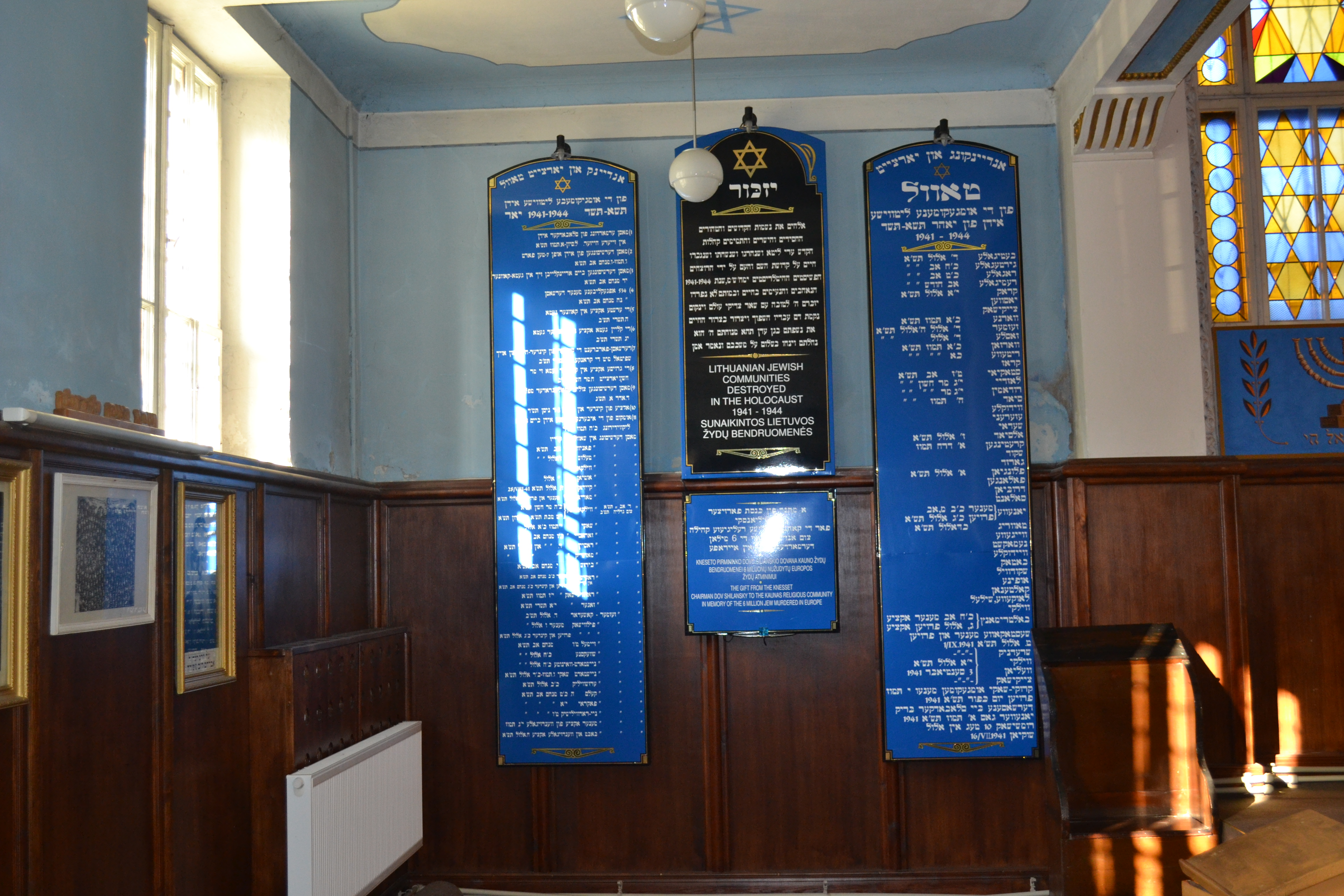
Placas conmemorativas con los nombres de los soldados judíos que murieron en la Primera Guerra Mundial y las víctimas del Holocausto